# Brachinus velutinus
Brachinus velutinus är en skalbaggsart som beskrevs av Terry Erwin. Brachinus velutinus ingår i släktet Brachinus och familjen jordlöpare. Inga underarter finns listade i Catalogue of Life.